# Angelo Madsen Minax
Angelo Madsen Minax, auch Madsen Minax (* 1983 in Petoskey) ist ein US-amerikanischer Filmemacher und Visual Artist, der sich überwiegend mit Dokumentar- und Experimentalfilmen beschäftigt.

## Leben
Der 1983 in Petoskey in Michigan geborene Angelo Madsen Minax studierte Kunst am School of the Art Institute in Chicago und an der Northwestern University. Seine Entwürfe wurden im Museum of Modern Arts in Chicago, den Anthology Film Archives, dem European Media Art Festival, bei der Berlinale und anderen wichtigen Kulturinstitutionen und LGBT-Filmfestivals ausgestellt. Minax Projekte umfassen kurze und lange Experimental-, Erzähl-, Dokumentar- und Musikfilme sowie Essays zu queeren und transsexuellen Themen. Derzeit arbeitet Madsen als Assistant Professor am Department of Art and Art History der University of Vermont.
Für seinen Film North By Current kehrte Minax drei Jahre nach dem ungeklärten Tod seiner Nichte Kalla zurück in die Heimat seiner mormonischen Familie, eine Kleinstadt in Michigan. Dort erzählen seine Eltern, wie sie den Tag erlebten, an dem ihr Enkelkind starb, wie Tochter Jesse sie anrief und wie nach der Autopsie ein zweiter Alptraum für sie alle begann. Eine erste Vorstellung des Films erfolgte im Rahmen der Internationalen Filmfestspiele Berlin in der Sektion Panorama.

## Filmografie (Auswahl)
- 2012: The Year I Broke My Voice (Kurzfilm)
- 2014: My Most Handsome Monster (Kurzfilm)
- 2018: The Eddies (Kurzfilm)
- 2020: At the River (Kurzfilm)
- 2021: Two Sons and a River of Blood (Kurzfilm)
- 2021: North By Current

## Auszeichnungen
Valladolid International Film Festival
- 2021: Nominierung als Bester Dokumentarfilm (North By Current)[4]